# Mars (Ardèche)
Mars település Franciaországban, Ardèche megyében. Lakosainak száma 246 fő (2022. január 1.). Mars Saint-Agrève, Le Chambon-sur-Lignon, Les Vastres és Saint-Julien-d’Intres községekkel határos.

## Népesség
A település népességének változása:
| Lakosok száma | 396  | 244  | 181  | 279  | 271  | 264  | 264  | 257  | 254  | 246  |
|               | 1968 | 1982 | 1990 | 2006 | 2013 | 2015 | 2017 | 2019 | 2020 | 2022 |